# Ciclovia Valle Brembana
La ciclovia Valle Brembana è una pista ciclopedonale che si snoda nell'omonima valle in provincia di Bergamo.
Il percorso risale la valle utilizzando in parte il sedime della ex ferrovia della Valle Brembana. Dal 2019 è percorribile da Almè a Piazza Brembana, eccetto un breve tratto di circa 3 km nel comune di Zogno. Il tratto tra Bergamo e Almè appartiene infatti alla Ciclovia dei Colli, che collega la città fino all'imbocco della valle.

## Il progetto
La prima richiesta di finanziamento per gli studi preliminari è del 1999, il progetto fu poi approvato in via definitiva nel 2004 e i lavori cominciarono nel 2005. Il primo tratto della ciclovia, da Piazza Brembana a San Pellegrino Terme, lungo circa 18 chilometri e comprendente 12 gallerie, è stato inaugurato il 20 ottobre 2007 dalle autorità che lo hanno percorso in bicicletta. Nel 2008 è stato completato il tratto da San Pellegrino a Zogno.
Il costo del primo tratto è stato di 4.800.000 euro, sostenuto per la metà dalla regione Lombardia, per 1.000.000 di euro dalla Provincia, per 500.000 euro dalla comunità montana e per il resto dai comuni di San Pellegrino Terme, San Giovanni Bianco, Piazza Brembana.

## Il percorso
Il percorso è completamente asfaltato e attualmente attraversa numerosi comuni collegando Bergamo a Piazza Brembana per un totale di 38 km. Partendo da Bergamo e collegandosi alla pista ciclabile che percorre diverse aree verdi del capoluogo lombardo (da Borgo Santa Caterina, costeggiando Città Alta dal dietro, arriva a Valtesse), la ciclovia (che fino a Villa d'Almè ha il nome di Ciclovia dei Colli) prende il via scollinando verso la sede del Parco dei Colli. La prima parte fino a Villa d'Almè è percorsa su sede propria nei boschi del Parco dei Colli, ed è munita di "uscite" ad ogni comune attraversato: partendo dal confine con Bergamo, la ciclovia attraversa i comuni di Ponteranica, Sorisole - fraz. Petosino (da cui si attinge alla diramazione verso la Madonna della Castagna (comuni di Bergamo, Valbrembo e Paladina), Paladina, Almè e Villa d'Almè.
Da Almè, (pezzo ciclopedonale nuovo) si arriva a Sedrina località ponti/zona industriale di Zogno. Da qui 3km su viabilità ordinaria (l'8 novembre 2021 è stata inaugurata la nuova variante che devia il traffico)i quali portano al piazzale del mercato,dove si ricollega il primo sedime della ciclovia.
Da qui, la ciclovia segue il vecchio tracciato della ferrovia fino alla stazione di Ambria, poi attraversato il Brembo. 
con il nuovo ponte ciclopedonale si prosegue sulla sinistra orografica del fiume fino a San Pellegrino Terme (il tracciato della ferrovia sulla sponda opposta è da decenni inglobato nello stabilimento della Sanpellegrino). Superato lo stabilimento si torna sulla vecchia ferrovia e si incontrano in successione l'ex stazione di San Pellegrino, il Grand Hotel, l'ex stazione delle Terme e una serie di gallerie.
Raggiunto San Giovanni Bianco bisogna condividere una galleria dell'ex ferrovia con la viabilità locale, ma subito la pista ciclabile torna ad essere in esclusiva fino a Camerata Cornello, dove per una galleria non recuperata è necessario percorrere un breve tratto lungo la strada. Una passerella sospesa riporta poi sulla riva sinistra e la ciclovia prosegue fino al Ponte delle capre, un ponte in pietra del XV secolo, attraversato il quale e la strada provinciale si torna sul tracciato della ferrovia.
La pista prosegue, passando per Lenna, fino a Piazza Brembana con numerosi tratti in galleria e su un ponte lungo oltre 110 metri. L'uscita dall'ultima galleria immette nei pressi del grande piazzale al cui centro trova posto l'ex stazione capolinea della ferrovia, oggi utilizzata dagli autobus.